# Kurt Eberhard
Kurt Eberhard, född den 12 september 1874 i Rottweil, död den 8 september 1947 i Stuttgart, var en tysk generalmajor och senare Brigadeführer. Han var under andra världskriget stadskommendant i det av Tyskland ockuperade Kiev. Som sådan var han medansvarig för planerandet och förövandet av massakern i Babij Jar den 29 och den 30 september 1941, då 33 771 judar mördades.

## Andra världskriget
Den 22 juni 1941 anföll Tyskland sin tidigare bundsförvant Sovjetunionen och den 19 september samma år intog tyska armén Kiev. Eberhard utnämndes kort därefter till stadskommendant. Den 26 september hölls ett möte i Eberhards högkvarter, vid vilket även Friedrich Jeckeln, Högre SS- och polischef i södra Ryssland, Otto Rasch, befälhavare för Einsatzgruppe C, och Paul Blobel, befälhavare för Sonderkommando 4a, närvarade. Samfällt beslutade de att utplåna Kievs judiska befolkning som vedergällning för påstådda gerillaattacker mot tyska soldater. Eberhard ställde en propagandaenhet till SS:s förfogande för att få judarna att tro att de endast skulle flyttas till ett annat område.
Eberhard begick självmord i amerikansk fångenskap.